# Kanał Śląski
Ten artykuł dotyczy przyszłego wydarzenia. Informacje w nim zawarte mogą się zmienić wraz z pojawieniem się nowych faktów, a początkowe doniesienia mogą być niepewne. Ostatnie aktualizacje tego artykułu mogą nie odzwierciedlać najbardziej aktualnych informacji.
Kanał Śląski – planowana droga wodna łącząca Odrę z Wisłą oraz  Górnośląski Okręg Przemysłowy, Rybnicki Okręg Węglowy z Krakowem. Jej długość ma wynosić ok. 93 km. Z Wisłą ma łączyć się w okolicach Oświęcimia, a z Odrą w rejonie Kędzierzyna-Koźla. W styczniu 2020 roku miało zostać przedstawione studium wykonywalności kanału.